# 饶正锡
饶正锡（1911年5月14日—1998年6月22日），男，湖北钟祥人，中国人民解放军开国中将。1955年获二级八一勋章、一级独立自由勋章、一级解放勋章；1988年获一级红星功勋荣誉章。

## 家庭
妻子戴觉敏。